# Кольберг, Оскар
Оскар Генрик Кольберг (пол. Oskar Henryk Kolberg; 22 февраля 1814, с. Пшисуха Опочинского повята (ныне Мазовецкого воеводства, Польша — 3 июня 1890, Краков) — польский этнограф, фольклорист и композитор.

## Биография
Родился в семье профессора геодезии Варшавского университета. После окончания Варшавского лицея в 1830 продолжил учебу в Берлинской торговой академии, там же получил музыкальное образование под руководством Юзефа Эльснера. Страстный любитель музыки, Кольберг совершенствовал своё мастерство занимаясь с Шопеном и Казимиром Бродзинским.
Автор нескольких опер и опереток. В молодости во время своих первых поездок в Литву и Беларусь (1836—1837) заинтересовался народной культурой, стал записывать мелодии народных песен и это в дальнейшем привело его к изучению народа вообще и, в особенности, к собиранию народных песен и сказок. Кольберг предпринял целый ряд поездок, собрал громадный этнографический материал (одних музыкальных мелодий — более 8 тысяч) и большей частью на собственные средства издал его в 28 томах. При этом, кроме собственных экспедиционных материалов, пользовался этнографической информацией любителей из разных регионов Польши (учителей, священников, крестьян).
Почти все опубликованные им тома носят общее заглавие «Lud, jego zwyczaje, piesni etc.» Кольбергом описаны следующие области: Сандомирская (1865), Куявская (1867), Краковская (1871—1875), Познанская (1875—1882), Люблинская (1883—1884), Келецкая (1885—1886), Радомская (1887—88), Мазовия (1885—1887), Покутье галицкое (1882—1887), Подолия, в VII т. «Zbior wiadomosci do antropol. kraj» и Волынь (там же, т. XIII).
Лишь в конце жизни стал получать на издание собранных им материалов помощь со стороны краковской академии наук. В его бумагах осталось еще много неизданного, собранного им этнографического материала.
До 1871 жил в Варшаве, затем в Кракове, где умер и был похоронен на Раковицком кладбище.

## Память
- Имя Оскара Кольберга присвоено научно-исследовательскому институту в Познани, которое занимается сохранием культурного наследия Польши, нескольким средним и музыкальным школам.
- В 1974 учреждена премия министерства культуры Польши имени Оскара Кольберга за выдающиеся достижения в области народной культуры.